# Peso Pluma
Hassan Emilio Kabande Laija (Zapopan. 15 de junho de 1999), conhecido profissionalmente como Peso Pluma, é um cantor e compositor mexicano. Aprendeu a tocar violão na adolescência, ele desenvolveu seu ofício escrevendo canções inspiradas na música regional mexicana.
Depois de alcançar um sucesso moderado com seus dois primeiros álbuns de estúdio, Ah y Qué? (2020) e Efeitos Secundarios (2021), Pluma lançou "El Belicón" em 2022 com Raul Vega, vendendo 480.000 unidades, recebendo certificado platino de platina óctupla pela Recording Industry Association of America (RIAA). Ele deu continuidade ao seu sucesso comercial com o lançamento do extended play (EP) Sembrando e o polêmico dueto "Siempre Pendientes", com certificação latina quíntupla, com Luis R Conriquez, entrando na Billboard Global 200.
Suas colaborações com Natanael Cano, "AMG" e "PRC", tornaram-se grandes sucessos na comunidade da música latina após viralizar no TikTok. Com isso, as duas canções entraram na Billboard Hot 100 dos Estados Unidos. Em abril, Pluma e Eslabon Armado fizeram história com "Ella Baila Sola", sendo a primeira música regional mexicana a alcançar o top 10 da Billboard Hot 100, alcançando a quarta posição da tabela musical. O crescimento comercial da música impulsionou a popularidade do cantor em todo o mundo, colocando simultaneamente oito músicas no Hot 100 na semana de 29 de abril de 2023, tornando-se a banda mexicana com mais entradas em espanhol nos Estado Unidos.
Portando um estilo musical distinto, Pluma é considerada um dos principais contribuintes para o renascimento do gênero de corridos tombados. Atualmente, Pluma é o artista mais reproduzido no México.

## Discografia

### Álbuns de estúdio
- Ah y Qué? (2020)
- Efectos Secundarios (2021)
- GÉNESIS (2023)
- ÉXODO (2024)